# Randy Woods
Pour les articles homonymes, voir Woods.
Randy Woods, né le 23 septembre 1970 à Philadelphie en Pennsylvanie, est un joueur américain de basket-ball. Il évoluait au poste de meneur.